# Bites
Bites è il primo album in studio del gruppo musicale canadese Skinny Puppy, pubblicato nel 1985.

## Tracce
1. Assimilate
2. Dead Lines
3. Blood on the Wall
4. Icebreaker
5. The Choke
6. Social Deception
7. Basement
8. Last Call
9. Film

## Formazione
- Nivek Ogre - voce, chitarre, sintetizzatori, percussioni
- cEvin Key - basso, chitarre, sintetizzatori, effetti, percussioni, batteria
- Dave Ogilvie - produzione, ingegneria
- Wilhelm Schroeder - synth bass
- Tom Ellard - produzione, effetti
- D. Pleven - basso
- Terry McBride - produttore esecutivo